# Essa moça tá diferente
Essa moça tá diferente (Questa ragazza è diversa) è una canzone composta nel 1970 da Chico Buarque, inclusa nell'album Chico Buarque de Hollanda N°4.

## Storia e significato
Il brano musicale era stato pubblicato nel 1970 e registrato parzialmente in Italia, mentre il cantante era in esilio. Negli anni '80, questa canzone era stata utilizzata come musica di sottofondo per una pubblicità della bevanda Schweppes. Fu così che in Francia il suo autore divenne popolare.
Il poeta e musicista brasiliano aveva composto, scritto e cantato questa canzone, calda e malinconica, sul tema dell'amore non corrisposto a prima vista. 
La canzone racconta la storia di una donna che è cambiata e ha preso le distanze dal narratore. Nel testo emerge la delusione e la confusione del narratore quando si rende conto che lei non lo riconosce più e lo sta abbandonando. 
La frase "Questa ragazza è diversa" viene ripetuta per tutta la canzone, per sottolineare la trasformazione che la donna ha messo in atto. 